# 2009年飓风弗雷德
飓风弗雷德（英語：Hurricane Fred）是人类进入卫星观测时代后北大西洋盆地形成位最偏东面的大型飓风之一。系统源于2009年9月7日佛得角群岛附近的强劲东风波，在有中等强度风切变的海域逐渐组织，然后从次日开始因风切变减退而增强，发展出层次分明的对流带状特征。9月8日晚，弗雷德升级成飓风并于当天深夜进入爆发性增强期，达到风力时速195公里，最低气压958毫巴（百帕，28.29英寸汞柱）的最高强度。达到最高强度后不久，飓风便开始因风切变增多和干燥空气倪而导致对流发展受限。
9月10日，弗雷德起初维持在二级飓风标准，之后再降级成一级飓风。次日，气旋继续减弱，对流变得杂乱无章，于当晚进一步降级成热带风暴。到9月12日时，弗雷德的中心周围已经没有对流持续，下层环流中心因此暴露在外。当天下午，气旋退化成残留低气压区，美国国家飓风中心因此停止针对系统发布公告。弗雷德的残留接下来又持续存在近一周时间，向西北偏西方向穿越大西洋盆地，最终于9月19日完全消散。弗雷德的前身发展成热带天气系统前就在佛得角群岛南部产生中到大雨，导致两架次航班取消，另有多架次延迟。

## 气象历史
9月6日，有强劲东风波离开非洲西海岸，由于前方环流有利，气象机构预计系统会缓慢发展成热带气旋。次日，东风波从佛得角群岛以南经过，给南部多个岛屿带去降水和阵风。美国国家飓风中心此时预计系统会在24小时内组织成热带低气压。途经佛得角期间，东风波内部发展出大范围低气压区。经过进一步发展，美国国家飓风中心终于认定低气压区在佛得角群岛最南端以南约260公里海域成为2009年大西洋飓风季第七号热带低气压，并开始发布公告。

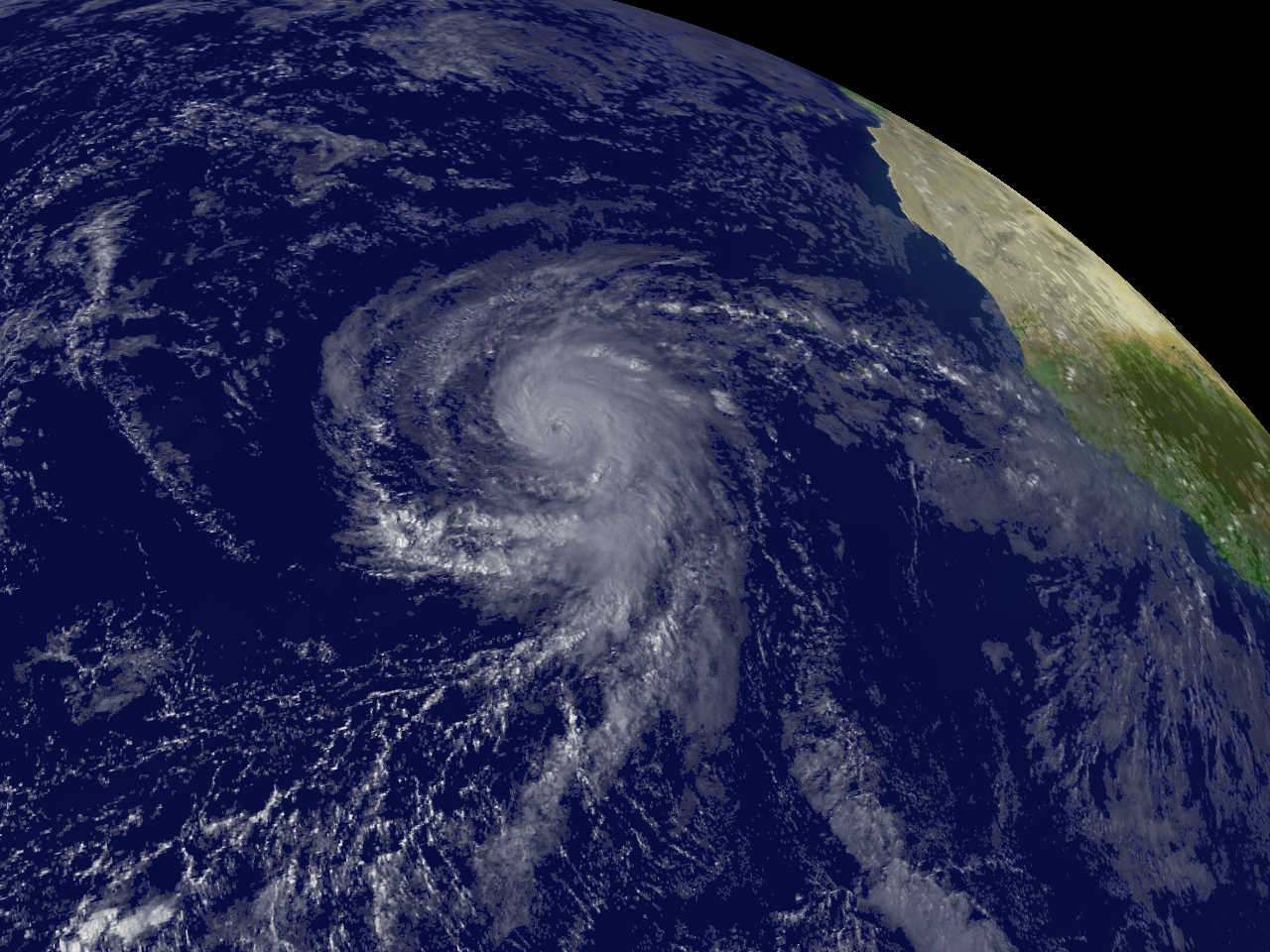
这幅计算机视觉化图片显示9月9日飓风弗雷德位于非洲附近

气象机构在系统成为热带低气压后指出，气旋的环流中心难以定位，而且中层环流也同下层环流脱节。受北侧的小规模高压脊影响，系统总体朝正西方向前进，朝向略偏北面。风暴中的对流起初在中等强度风切变的影响下局限于西侧。归类成热带气旋数小时后，美国国家飓风中心又把气旋升级成热带风暴，并以“弗雷德”（Fred）为之命名，这也是2003年飓风季期间所用名称费边退役后，用于取代的弗雷德首次派上用场。接下来，风暴边缘发展出对流带状特征，气旋中心上空呈现出强烈降水和雷暴活动。弗雷德继续组织，带状特征在数小时内就变得层次分明，系统周围还发展出强烈外流。
截至9月8日下午，气旋的中心密集云区内已开始发展出风眼。当天晚上，弗雷德的风速估计已有每小时120公里，达到萨菲尔-辛普森飓风等级下的一级飓风标准。由于风切变少，海面温度高，9月9日早上的卫星图像表明弗雷德已进入爆发性增强期，并达到二级飓风强度，中心还形成19公里宽的风眼。飓风在接下来几小时里继续强化，据卫星估算，弗雷德最终达到风力时速195公里，最低气压958毫巴（百帕，28.29英寸汞柱）的最高强度，属三级飓风标准，是本季第二强烈的风暴。

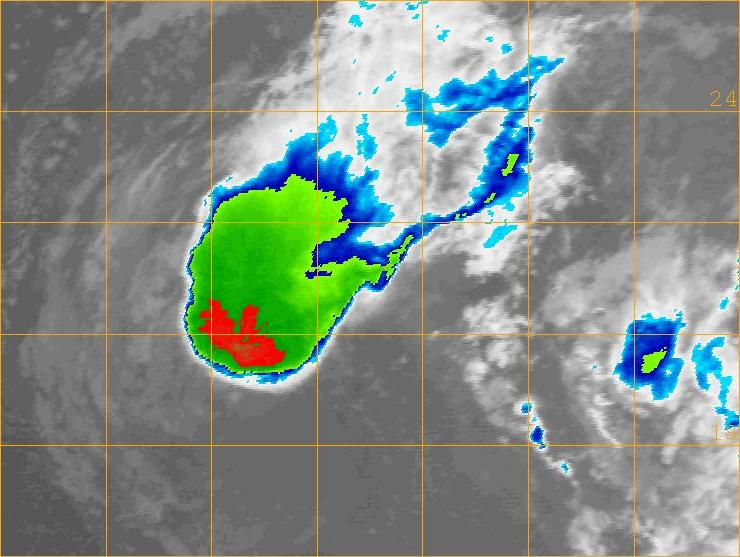
9月13日，弗雷德的残留重新发展出对流后的红外卫星图像

达到最高强度数小时后，弗雷德开始减弱，风眼中开始有云层积聚，风暴此时还开始因北侧的副热带高压脊减弱而转向西北。气旋南部边缘开始受到干燥空气侵蚀，风眼在卫星图像上不再清晰可见，风切变也进一步增多，弗雷德继续弱化。由于外流基本局限在风暴东北象限，还受到风切变的不利影响，气旋的对流逐渐拉长。到了9月10日，弗雷德的中层环流中心已同下层环流中心相分离。9月11日，风暴的对流格局已变得杂乱无章，美国国家飓风中心因此将之降级成热带风暴。面对风切变和干燥空气的双重打击，9月12日时，气旋的主体环流内已经没有关联深层对流，中心完全暴露在外。当天下午，美国国家飓风中心发布针对弗雷德的最后一份公告，宣布系统已退化成残留低气压区。
9月13日，虽然外界环境极其不利，还有非常强烈的风切变，但弗雷德的残留中心附近又重新发展出对流，呈现出再度成为热带气旋的迹象。两天后，美国国家飓风中心称系统的外界环境有可能变得更有利于热带天气系统发展。9月16日，残余环流的层次结构略有恶化，系统周围仅有间歇对流持续。到了9月17日，残余环流的结构已经越来越混乱，最终没有发展成热带气旋便已消散。但过了几个小时，百慕大以南约845公里洋面又有同弗雷德存在关联的新低气压区形成。9月19日，残留低气压在百慕大西南方向约835公里海域完全消散。

## 纪录和影响
1850年后的大西洋飓风季大多已有较为详尽的纪录，但截至2015年，还只有1980年的飓风弗朗西斯和飓风弗雷德都是在北纬30°以南、西经35°以东达到大型飓风标准。虽然弗朗西斯成为大型飓风的位置比弗雷德更偏南面和东面，但弗雷德的强度更高，最高风速估计达每小时195公里，最低气压958毫巴（百帕，28.29英寸汞柱）。不过，此纪录仅保持一年就被2010年的飓风朱莉娅打破，朱莉娅在北纬17.7°，西经32.2°洋面达到风力时速220公里，气压948毫巴（百帕，27.99英寸汞柱）的最高强度，成为有纪录以来位置最偏东面的四级大西洋飓风。美国国家飓风中心的气象学家在对弗雷德的动向开展探讨期间曾表示，虽然风暴强度较高，但由于其位置非同寻常，如果是在卫星图像于20世纪60年代面世以前，气象机构很可能根本不会发现这场飓风。
成为热带低气压数小时前，弗雷德的前身就在佛得角群岛南部多个岛屿产生阵风和中等程度降水。9月7日，佛得角培亚仅降下小雨，降雨量还不到2.5毫米，持续风速则达到每小时35公里。受风速和降雨量持续增长影响，当地有两架航班取消，另有多架次延迟。
飓风弗雷德的残留湿气之后同另外多种因素共同影响，引发2009年乔治亚州洪灾，共计夺走10条人命，造成的破坏估计价值达2.5亿美元（2009年美元）。